# へるるん
へるるんは、日本のイラストレーター。

## 来歴
ゲームやライトノベルでイラストを手がける。

## 作品

### イラスト
- 結成!聖☆アリア電脳活劇部（『一迅社文庫』、著者：御門智）

1. 2011年11月発売 ISBN 9784758042109

- 勇者よ、宿屋の店主になってしまうとは情けない（『あとみっく文庫』、著者：倉田シンジ）

1. 2012年06月発売 ISBN 9784799202463

- 俺ンタル!! レンタル男子はじめました（『一迅社文庫』、著者：水内あかり）

1. 2012年08月発売 ISBN 9784758043465

- ひとりで生きるもん!（『MF文庫J』、著者：暁雪、全2巻）

1. 2014年11月25日発売 ISBN 9784040671765
2. 2015年03月23日発売 ISBN 9784040673998

- トリプルお嬢様を差し押さえ!（『美少女文庫』、著者：山口陽）

1. 2015年08月20日発売 ISBN 9784829662465

- 異世界とわたし、どっちが好きなの?（『MF文庫J』、著者：暁雪、既刊2巻）

1. 2016年06月21日発売 ISBN 9784040683348
2. 2016年10月25日発売 ISBN 9784040686783

- アブソリュート・デュオ 9話 エンドカード

### ゲーム原画
- ちいさな彼女の小夜曲
- 桃色大戦ぱいろん